# Saint-Nicolas-de-Bourgueil
Saint-Nicolas-de-Bourgueil é uma comuna francesa na região administrativa do Centro, no departamento Indre-et-Loire. Estende-se por uma área de 36,75 km². Em 2010 a comuna tinha 1 112 habitantes (densidade: 30,3 hab./km²).